# Walter Foerster (Rechtsanwalt)
Walter Foerster (* 4. November 1896 in Gleiwitz; † 1. Juli 1934 bei Hirschberg) war ein deutscher Rechtsanwalt. Er wurde bekannt als eines der Opfer des so genannten Röhm-Putsches.

## Leben und Wirken
Foerster war ein Sohn des Kaufmanns Georg Foerster (* 11. März 1867 in Sprottau; wahrscheinlich Juni 1942 im KZ Auschwitz) und seiner Ehefrau (* 21. September 1869; 15. September 1929 in Gleiwitz). 
Im Sommer 1915 meldete Foerster sich nach dem Bestehen des Kriegsabiturs als Kriegsfreiwilliger zur Teilnahme am Ersten Weltkrieg. Er wurde bei der 2. Ersatzabteilung des Feldartillerieregiments 42 in Breslau ausgebildet. Im Oktober 1915 kam er an die Westfront, wo er mit kurzen Unterbrechungen bis November 1918 zum Einsatz kam. Im Krieg wurde Foerster mehrmals verletzt und mit dem Eisernen Kreuz 2. Klasse ausgezeichnet. Er wurde zum Unteroffizier (4. Dezember 1917) und bei Kriegsende zum überzähligen Vizewachtmeister (15. Januar 1919) befördert.
Ab 1919 studierte Foerster Rechtswissenschaften. Am 16. Juli 1921 bestand er die 1. juristische Staatsprüfung in Breslau mit dem Prädikat ausreichend. Den anschließenden juristischen Vorbereitungsdienst schloss er am 11. Juli 1924 mit dem Bestehen der Großen Juristischen Staatsprüfung ab.
1924 ließ Foerster sich als Anwalt in Hirschberg nieder, wo er am 11. Oktober 1924 beim Landgericht und beim Amtsgericht Hirschberg zugelassen wurde. Am 20. Mai 1927 wurde er zum Notar ernannt, womit er das Beamtenverhältnis erlangte.
Heinz Höhne zufolge nahm Foerster vor 1933 an Prozessen gegen Nationalsozialisten teil.
Nach der Machtergreifung der Nationalsozialisten wurde Foerster im Frühling 1933 aufgrund seiner jüdischen Abstammung gemäß dem Berufsbeamtengesetz und dem Gesetz über die Zulassung zur Rechtsanwaltschaft aus seinem Beruf verdrängt und ihm die Zulassung als Rechtsanwalt entzogen. Mehrere Widersprüche seinerseits hiergegen wurden seitens des Preußischen Justizministeriums abgelehnt, obwohl ihm formal als Veteran des Ersten Weltkriegs ein „Frontkämpferprivileg“ zugestanden wäre.
Am 30. Juni 1934 wurde Foerster zusammen mit einigen anderen Bürgern von Hirschberg von SS-Angehörigen verhaftet. Zusammen mit drei weiteren Juden – dem Ehepaar Alexander und Jeannette Zweig und dem Kaufmann Charig – wurde er von der SS in der Nacht zum 1. Juli auf einen Lastwagen verfrachtet, der die Gefangenen nach Görlitz bringen sollte. Unterwegs täuschte das SS-Begleitkommando eine Wagenpanne vor und forderte die Gefangenen zum Anschieben des Fahrzeugs auf. Daraufhin wurden die vier hinterrücks durch Kopfschüsse getötet. Offiziell wurde erklärt, die vier seien „auf der Flucht erschossen worden“.
Deutsche Exilantenkreise dokumentierten den Mordfall in NS-kritischen Publikationen. So ließ Willi Münzenberg die Todesanzeige Foersters im Weissbuch über die Erschießungen des 30. Juni 1934 nachdrucken:
„Mein geliebter Mann, unser geliebter Vater, mein einziges gutes Kind, mein treuer Schwiegersohn, unser lieber Schwager Walter Foerster ist im 38. Lebensjahr von uns gegangen. Die Beisetzung ist in aller Stille in Breslau erfolgt. Hirschberg, Breslau, Gleiwitz, den 4. Juli 34.“
Foersters Vater wurde spätestens am 28. Mai 1942 ins Konzentrationslager Auschwitz deportiert.

## Familie
Foerster war verheiratet mit Käte Henriette Cohn, mit der er zwei Töchter hatte.